# 铁饼
铁饼比赛是一项古老的运动，起源于公元前12世纪—公元前8世纪的希腊人投掷石片的运动，现在为田径比赛中投掷类项目比赛之一。从1896年开始，男子铁饼一直是奥运会的比赛项目之一，1928年女子铁饼也进入了奥运会的比赛。
铁饼为圆盘形，中间厚，四周薄，多以金属和木料制成，男子铁饼重约2.005—2.025公斤，直径21.8—22.1厘米；女子铁饼重约1.005—1.025公斤，直径18—18.2厘米。
铁饼比赛中，运动员用单手投掷。
近代第一屆奧運會於一八九六年在希臘雅典舉行，美國人甘瑞特（Robert Garrett）獲得冠軍，成績為29.15公尺。
目前的世界纪录男子为74.35米，女子为76.80米。女子成績看上去比男子更佳，但實際上女子用的鐵餅重量只有男子的一半（1公斤左右）。